# 17 mars
Pour les articles homonymes, voir Dix-Sept-Mars.
17 février 17 avril
Chronologies thématiques
- Croisades
- Ferroviaires
- Sports
- Disney
- Anarchisme
- Catholicisme

Abréviations / Voir aussi
- (° 1852) = né en 1852
- († 1885) = mort en 1885
- a.s. = calendrier julien
- n.s. = calendrier grégorien
- Calendrier
- Calendrier perpétuel
- Liste de calendriers
- Naissances du jour

Le 17 mars est le 76e jour, moins souvent le 77e, de l'année du calendrier grégorien ; il en reste ensuite 289.
C'était généralement le 27e jour du mois de ventôse dans le calendrier républicain / révolutionnaire français officiellement dénommé jour de la sylvie.

## Événements

### Iersiècleav. J.-C.

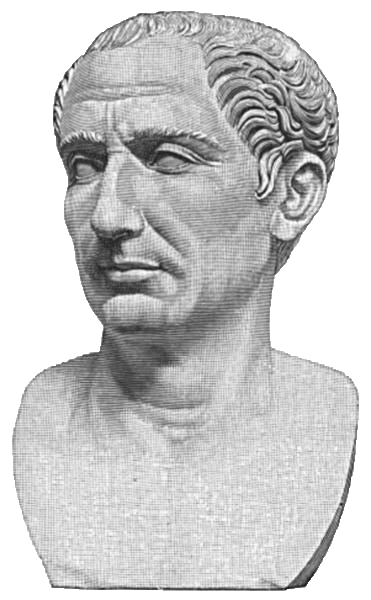
Jules César

- -45 : victoire de Jules César sur les dernières légions républicaines de Pompée le Jeune et Sextus Pompée à la bataille de Munda entre Romains (où mort de Labienus ci-après).
- -44 : vote d'une loi d'amnistie au Sénat de la République romaine pour les meurtriers de Jules César assassiné le 15 mars 44 av. J.-C. deux jours plus tôt seulement.

### IIesiècle
- 180 : Marc Aurèle meurt de la peste en l'actuelle ville de Vienne alors en Pannonie. Commode resté seul empereur romain abandonne les projets de conquêtes en cours et fait la paix.

### Vesiècle
- 455 : Pétrone Maxime se fait proclamer empereur par l'aristocratie italienne, après l'assassinat de Valentinien III le 16 mars.

### XIesiècle
- 1001 : le rajah de Butuan, constituant ce qui est aujourd'hui une partie des Philippines, envoie une mission diplomatique en Chine porter un tribut à la dynastie Song.

### XIVesiècle
- 1358 : le dauphin cherche refuge auprès des nobles de Picardie et d'Artois.

### XVesiècle
- 1431 : consécration du pape Eugène IV.

### XVIesiècle
- 1560 : exécution des participants de la conjuration d'Amboise.

### XVIIIesiècle
- 1776 : l'Armée continentale, sous le commandement du général Washington, oblige les forces britanniques à évacuer Boston (Evacuation day).
- 1778 : en signant un traité d'amitié et de commerce avec les jeunes États-Unis, la France reconnaît le nouvel État.
- 1790 : à Paris, dans le but de redonner confiance au public envers les assignats, la Constituante décide de ne plus les gager sur les biens du clergé. Ils sont désormais du papier-monnaie. Les biens du clergé disponibles seront vendus par l'intermédiaire des municipalités.
- 1791 : les 2 et 17 mars, la loi d'Allarde supprime les corporations et proclame le principe de la liberté du travail, du commerce et de l'industrie.
- 1793
  - fondation de l'éphémère République de Mayence.
  - première bataille de Chantonnay, lors de la guerre de Vendée.
- 1800 : en Italie, le savant italien Alessandro Volta essaye avec succès la première pile électrique.

### XIXesiècle
- 1804 : à Weimar, le poète et dramaturge Friedrich von Schiller fait représenter Guillaume Tell, drame en cinq actes, inspiré de la Chronique suisse de Gilg Tschudi.
- 1805 : la République italienne est érigée en royaume d'Italie, dont Napoléon est le souverain. Royaume héréditaire, l'Italie restera toutefois indépendante. Couronné à Milan le 28 mai, il nomme son beau-fils Eugène de Beauharnais, vice-roi.
- 1808 : création du baccalauréat par Napoléon Ier.
- 1813 : Frédéric-Guillaume III de Prusse déclare la guerre à la France.
- 1825 : aux Caraïbes, la partie espagnole de l'île de Saint-Domingue proclame son indépendance, sous le nom de République dominicaine.
- 1830 : Frédéric Chopin donne son premier concert.
- 1848 : un soulèvement contre les Autrichiens éclate à Venise, à l'appel de Daniele Manin, et aboutit à la création de la république de Saint-Marc.
- 1852 : Annibale De Gasparis découvre Psyché, un des plus gros astéroïdes jamais observé avec 250 kilomètres de diamètre.
- 1861 : Proclamation du royaume d'Italie à Turin; en moins de deux ans, Cavour a réalisé l'unité italienne.
- 1871 : tentative de récupération des canons de la milice civile parisienne, postés sur la butte Montmartre par Adolphe Thiers et son gouvernement. Cet événement, et l'émeute qu'il entraîne, marque le début de la Commune de Paris.
- 1876 : Marshall Brooks porte le record du monde de saut en hauteur à 1,83 m.
- 1877 : dans l'Empire ottoman, à la suite de la promulgation en 1876 d'une constitution, ouverture de la première session du Parlement.
- 1883 : à Londres, obsèques de Karl Marx.

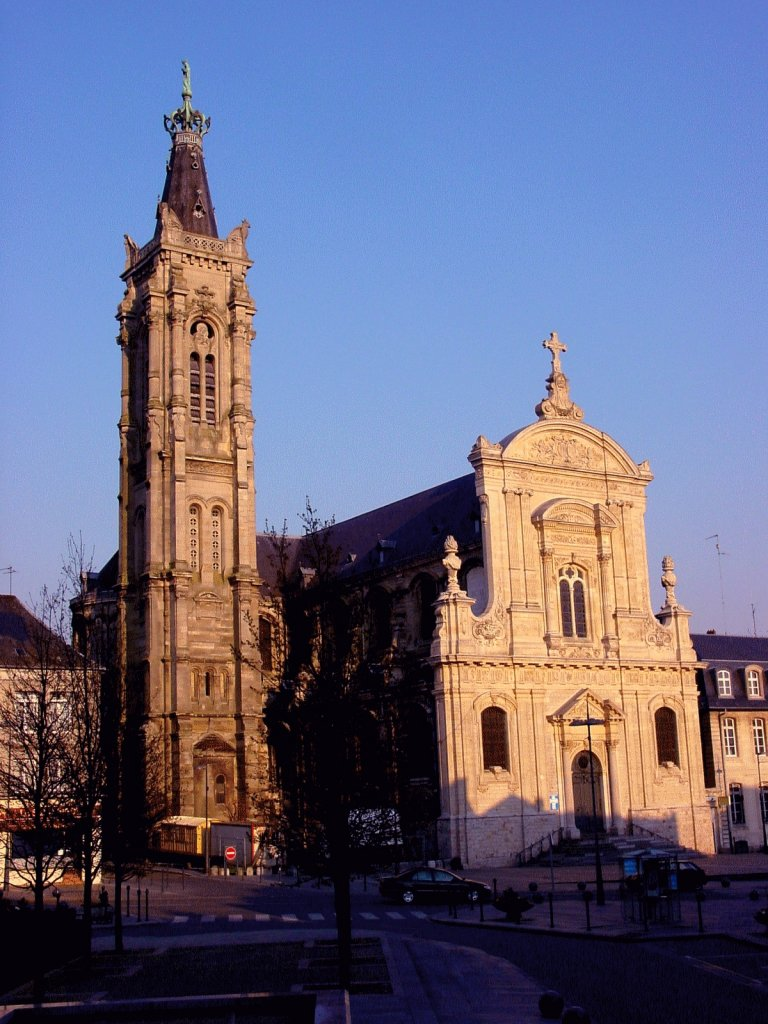
Cathédrale Notre-Dame de Grâce de Cambrai

- 1896 : la cathédrale Notre-Dame de Grâce de Cambrai, dans le Nord de la France, est érigée en basilique mineure par le pape Léon XIII.

### XXesiècle
- 1904 : inauguration de la première foire de Paris.
- 1909 : en France, la grève des postiers, qui dure jusqu'au 22 mai, donnera l'occasion de vérifier l'acharnement de Georges Clemenceau, surnommé le « fusilleur de la classe ouvrière » depuis la répression de Villeneuve-Saint-Georges (30 juillet 1908).
- 1910 : un sens giratoire est instauré place de la Concorde à Paris.
- 1911 : en Chine, une loi interdisant les fumeries d'opium ainsi que les mauvais traitements aux prisonniers est promulguée.
- 1920 : à Berlin, la tentative de putsch contre la République de Wolfgang Kapp dit le putsch de Kapp se termine ce jour par un échec.
- 1921 : promulgation d'une constitution en Pologne.
- 1930 : à Villejuif, inauguration de l'Institut du cancer.
- 1931 : en Allemagne, l'évêque de Paderborn condamne les catholiques membres du NSDAP.
- 1938 : en Espagne, Franco fait bombarder Barcelone.
- 1948 : la France, le Royaume-Uni et les pays du Benelux signent le traité de Bruxelles, un précurseur de l'OTAN.
- 1950 : Willie Pep conserve son titre mondial des Plumes face à Ray Famechon.
- 1954 :
  - sortie de Touchez pas au grisbi, film français de Jacques Becker avec Jean Gabin, Lino Ventura et Jeanne Moreau.
  - Massacre de Ma'aleh Aqrabbim en Israël.
- 1955 : émeute Maurice Richard, à Montréal, durant un match de hockey contre les Red Wings de Détroit.
- 1957 : le président des Philippines, Ramon Magsaysay, est tué dans un accident d’avion.

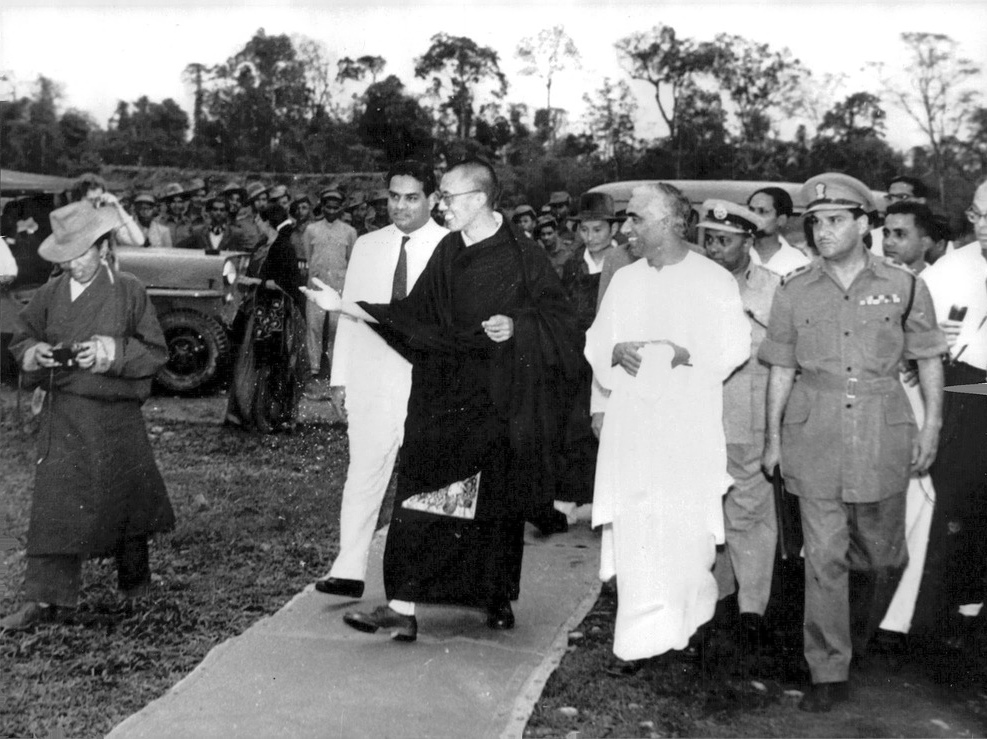
Le dalaï-lama avec PN Menon le 18 avril 1959 à Tezpur.

- 1959 : le dalaï-lama, chef spirituel et politique du Tibet, quitte Lhassa à la suite du soulèvement tibétain de 1959, et s'exile en Inde.
- 1960 : un avion Lockheed L-188 de la compagnie Northwest Orient Airlines s'écrase à Tell City et tue ses 63 passagers et membres d'équipage.
- 1963 : en Indonésie, le volcan Sonde Agung entre en éruption.

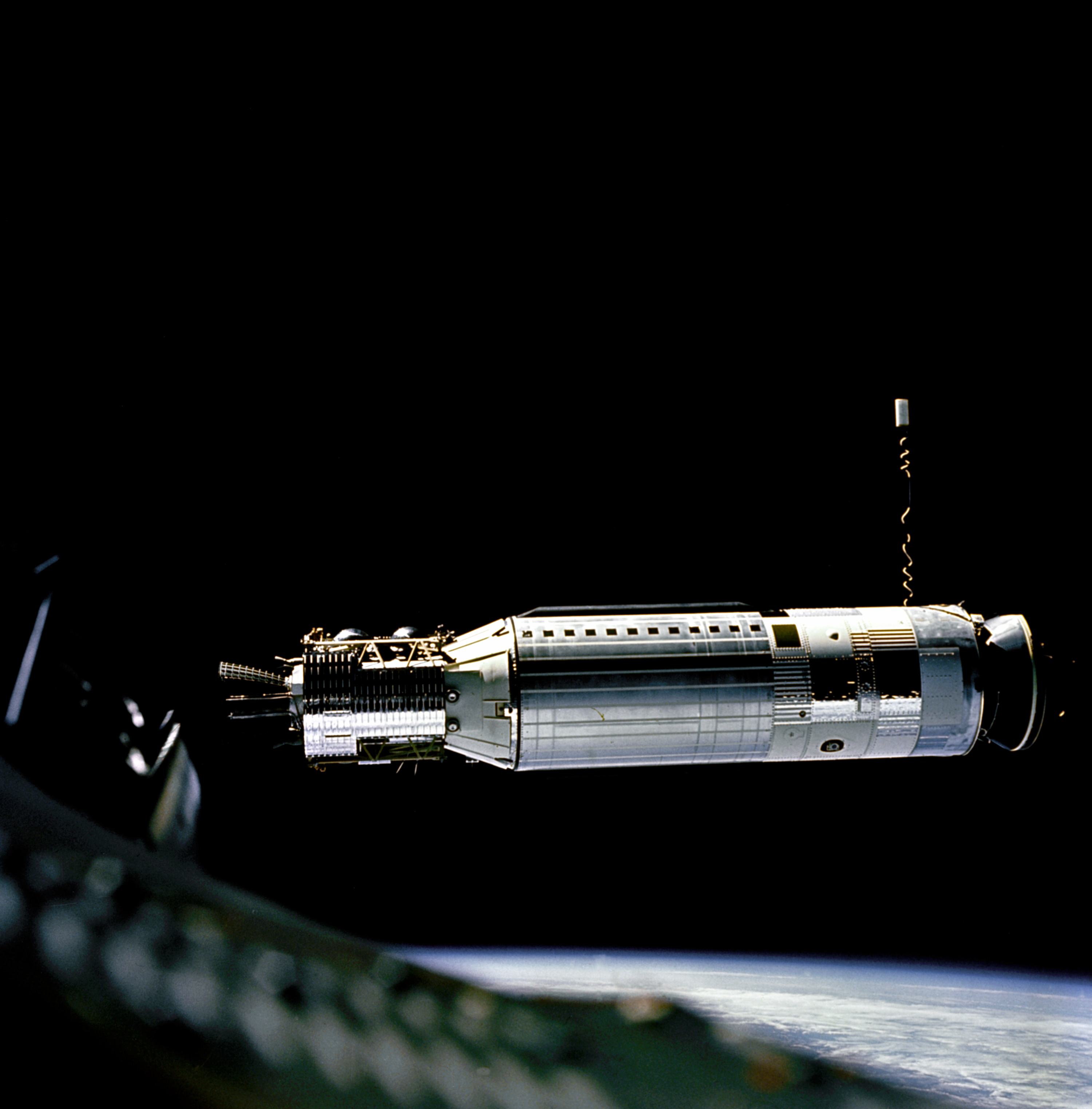
Agena

- 1966 : retour de Gemini 8 partie le 16 mars 1966 avec à son bord Neil Armstrong et David Scott pour une mission marquée par le premier amarrage réussi dans l'espace (entre Gemini 8 et une fusée Agena).
- 1969 : à Jérusalem, Golda Meir est assermentée comme Premier ministre ; elle est la première femme à accéder au poste de chef de gouvernement en Israël.
- 1970 : le Pentagone porte des accusations contre 14 officiers, dont 2 généraux, auxquels il reproche de ne pas avoir fourni aux autorités supérieures les renseignements concernant le massacre de Mỹ Lai, au Vietnam. L'accusé principal est le général de division Samuel Koster, surintendant de l'académie militaire de West Point.
- 1973 : un officier de l'armée de l'air cambodgienne dérobe un avion et attaque le palais présidentiel de Phnom Penh. Le maréchal Lon Nol, chef de l'État, est indemne, mais une vingtaine de personnes sont tuées.
- 1977 : des troupes angolaises pénètrent au Zaïre et occupent l'important centre minier de Kolwezi.
- 1979 : un avion Tupolev 104 de l'Aeroflot s'écrase à Moscou et tue ses 59 passagers et membres d'équipage.
- 1980 : au Mali, alors que des manifestations étudiantes sont violemment réprimées, Abdoul Karim Camara dit Cabral, président de l'Union nationale des élèves et étudiants du Mali, est torturé et assassiné par le régime de Moussa Traoré. Cette date est commémorée officiellement depuis l'instauration de la démocratie en 1991.
- 1981 : au Salvador, sept à huit mille personnes tentent de se réfugier au Honduras en traversant le fleuve Lempa. Elles sont ciblées par deux hélicoptères des Forces armées du Salvador. Entre vingt et trente personnes sont tuées, auxquelles s'ajoutent près de deux cents disparues vraisemblablement noyées[1].

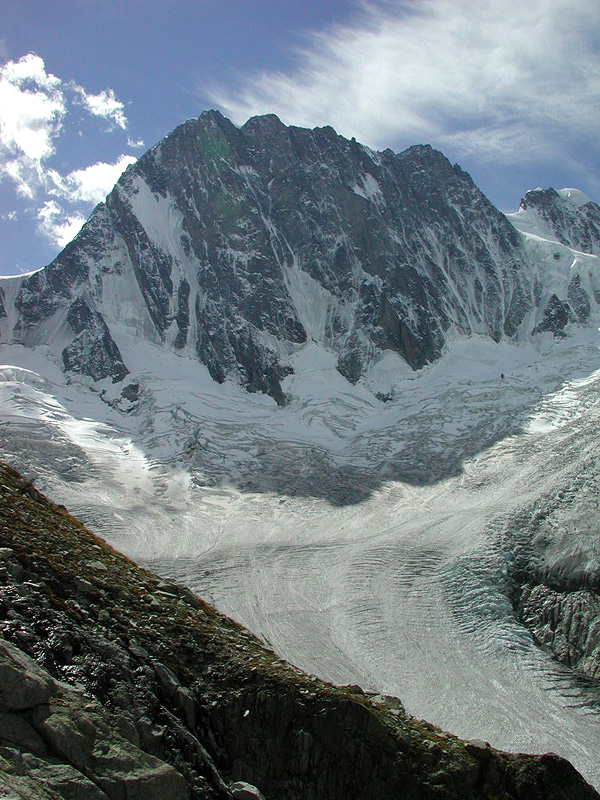
Sommet et glacier dans le massif alpin des Grandes Jorasses

- 1985 : un séisme de 6,6 frappe le Chili. C'est le troisième des cinq gros séismes qui ont frappé le pays cette année-là.
- 1986 : Jean-Marc Boivin enchaîne en vingt heures les quatre faces nord du massif du Mont-Blanc, La Verte, Les Droites, Les Courtes et les Grandes Jorasses (en photographie ci-contre).
- 1992 :
  - référendum sur la fin de l'apartheid en Afrique du Sud.
  - Attentat de l'ambassade israélienne à Buenos Aires.
- 2000 :
  - B-15, le plus gros iceberg connu à ce jour[Quand ?] (295 km x 37 km), se détache de la plate-forme de Ross. Sa superficie (11 000 km2) avoisine alors celle de la Jamaïque.
  - En Ouganda, le Mouvement pour la restauration des dix commandements de Dieu commet un suicide collectif tuant 778 personnes[2].

### XXIesiècle
- 2001 : après la baisse du 17 janvier, l'OPEP décide le 17 mars une nouvelle réduction de sa production d'un million de barils par jour (environ 4 %), pour stabiliser le prix du baril aux environs de 25 dollars.
- 2003 :
  - les États-Unis, la Grande-Bretagne et l'Espagne retirent leur projet de résolution sur l'Irak, renonçant ainsi à obtenir un soutien de l'ONU à une guerre en Irak ; le président George W. Bush donne un délai de 48 heures à Saddam Hussein pour quitter l'Irak, faute de quoi une intervention militaire sera lancée contre son pays.
  - Robin Cook, ministre britannique des Relations avec le Parlement démissionne de son poste pour protester contre la position d'allégeance de la Grande-Bretagne aux États-Unis dans le problème de l'Irak.
  - En France, les deux assemblées législatives (Assemblée et Sénat) se réunissent en Congrès pour entériner les révisions constitutionnelles sur la décentralisation et le mandat d'arrêt européen.
- 2005 : les factions palestiniennes réunies au Caire acceptent de prolonger le cessez-le-feu avec Israël jusqu'à fin 2005 et demandent en contrepartie la fin des violences israéliennes contre les Palestiniens et la libération des prisonniers.
- 2011 :
  - résolution no 1972 du Conseil de sécurité des Nations unies ayant pour sujet la situation en Somalie.
  - résolution no 1973 du Conseil de sécurité des Nations unies ayant pour sujet la situation en Jamahiriya arabe libyenne.

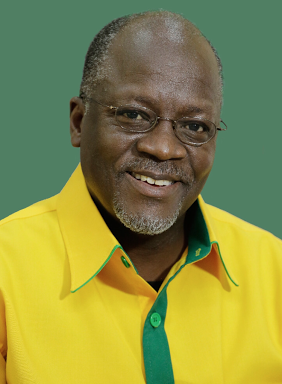
John Magufuli.

- 2015 : en Israël, les élections législatives débouchent sur une victoire du Likoud, parti du Premier ministre Benyamin Netanyahou.
- 2017 : le roi du Maroc Mohammed VI nomme Saâdeddine El Othmani chef du gouvernement.
- 2020 : confinement de l’ensemble du territoire français face à la pandémie de Covid-19.
- 2021 :
  - aux Pays-Bas, les élections législatives voient l'arrivée en tête du Parti libéral du Premier ministre Mark Rutte, au pouvoir depuis 2010[3].
  - en Tanzanie, le président John Magufuli meurt dans l'exercice de ses fonctions ; la vice-présidente Samia Suluhu lui succède[4].
- 2023 : la Cour pénale internationale émet des mandats d’arrêt contre le président russe Vladimir Poutine et sa commissaire aux droits de l'enfant Maria Lvova-Belova pour l’enlèvement d’enfants en Ukraine[5].
- 2024 : en Russie, Vladimir Poutine est réélu dès le premier tour de l'élection présidentielle avec plus de 88 % des suffrages exprimés[6].
- 2025 : Le Premier ministre désigné de Trinité-et-Tobago, Stuart Young, prête serment suite à la démission de Keith Rowley, à l'approche des élections générales de 2025[7],[8].

## Arts, culture et religion
- 1979 : lancement de la radio pirate Lorraine cœur d'acier.
- 2014 : la chanson Chandelier (prononcé « chandelire » en anglais) de l’Australienne Sia sort en simple[9].

## Sciences et techniques
- 2014 : une équipe du Harvard-Smithsonian Center for Astrophysics revendique la découverte de preuves directes de l’existence des ondes gravitationnelles.
- 2021 : l'Américano-Israélien Avi Wigderson et le Hongrois László Lovász se partagent le Prix Abel pour leurs travaux sur la théorie de la complexité et la théorie des graphiques[10].

## Économie et société
- 2000 : faillite de la société Iridium de téléphonie par satellite.
- 2016 : des messages en français, anglais, brésilien et espagnol, sont diffusés sur RFI durant deux semaines, pour la mobilisation contre l'infection au virus Zika[11].
- 2019 : une attaque jihadiste contre un camp de l’armée au Mali cause 23 morts dans le centre du pays[12].
- 2020 :
  - le gouvernement Wilmès II minoritaire en Belgique est investi avec le soutien de l'opposition afin de faire respecter le confinement[13].
  - Le gouvernement français met en quarantaine tout le pays pour tenter d'enrayer l'épidémie de maladie à coronavirus sur son territoire[14].

## Naissances

### XIIIesiècle
- 1231 : Shijō, 87e empereur du Japon († 10 février 1242).

### XVesiècle
- 1427 : Alexandre Ochevenski, prépodobnié orthodoxe († 20 avril 1479).
- 1473 : Jacques IV d'Écosse, roi d'Écosse († 9 septembre 1513).

### XVIesiècle
- 1503 : Niccolò Ardinghelli, cardinal italien († 23 août 1547).
- 1520 : Thoinot Arbeau, auteur d'ouvrages sur la danse († 23 juillet 1595).
- 1524 : Giovanni Francesco Commendone, cardinal italien († 25 décembre 1584).
- 1537 : Toyotomi Hideyoshi, deuxième des trois unificateurs du Japon durant la période Sengoku († 18 septembre 1598).
- 1540 : Bernard VII d'Anhalt-Zerbst, prince d'Anhalt († 1er mars 1570).
- 1548 : Honda Tadakatsu, général japonais († 3 décembre 1610).
- 1567 : Akizuki Tanenaga, samouraï et daimyo japonais († 19 juillet 1614).
- 1591 : Gerard Seghers, peintre flamand († 18 mars 1651).
- 1600 : Alexeï Troubetskoï, prince ruthénien, le dernier de la lignée des Troubetskoï († 1680).

### XVIIesiècle
- 1605 : Georges II de Hesse-Darmstadt, landgrave de Hesse-Darmstadt († 11 juin 1661).
- 1615 : Gregorio Carafa, archevêque italien de Salerne († 21 juillet 1690).
- 1617 : David Ancillon, théologien protestant français († 3 septembre 1692).
- 1626 : Denis de Sallo, fondateur du Journal des sçavans († 14 mai 1669).
- 1628 : Daniel van Papenbroeck, jésuite érudit et hagiographe originaire des Pays-Bas méridionaux († 28 juin 1714).
- 1633 : Alessandro Marchetti, poète, scientifique et érudit italien († 6 septembre 1714).
- 1641 : Kujō Kaneharu, noble de cour japonais (kugyō) de l'époque d'Edo († 6 décembre 1677).
- 1643 : Fabrizio Spada, cardinal italien († 15 juin 1717).
- 1648 : François Des Balbes de Berton de Crillon, ecclésiastique français, évêque de Vence puis archevêque de Vienne († 30 octobre 1720).
- 1649 : Nicolas Daval, ecclésiastique et philosophe français († 21 janvier 1706).
- 1653 : Giovanni Anastasi, peintre italien († 13 mars 1704).
- 1663 : Vincent de Salaberry de Benneville, officier de marine français († 30 décembre 1750).
- 1665 : Élisabeth Jacquet de La Guerre, musicienne, claveciniste et sculptrice française († 27 juin 1729).
- 1680 : Giuseppe Gambarini, peintre italien († 11 septembre 1725).
- 1681 : Jacques Bousseau, sculpteur français († 13 février 1740).
- 1683 : François-Joseph Robuste, prélat français († 3 février 1754).
- 1684 : Frans Decker, peintre néerlandais († 28 novembre 1751).
- 1685 : Jean-Marc Nattier, peintre français († 7 novembre 1766).
- 1686 : Jean-Baptiste Oudry, peintre et graveur français († 30 avril 1755).
- 1690 : Giovanni Battista Sacchetti, architecte italien († 3 décembre 1764).
- 1699 : Charles O'Brien de Thomond, militaire français, maréchal de France († 9 septembre 1761).

### XVIIIesiècle
- 1733 : Carsten Niebuhr, explorateur et géographe allemand († 26 avril 1815).
- 1741 : William Withering, médecin et botaniste britannique, célèbre pour sa découverte de la digitaline († 6 octobre 1799).
- 1748 : Catherine Dachkov, aristocrate russe lettrée, fondatrice de l'académie impériale de Russie, confidente de la Grande Catherine († 4 janvier 1810).
- 1751 : Anders Dahl, botaniste suédois († 25 mai 1789).
- 1753 : Isidore-Simon Brière de Mondétour, homme politique français († 20 août 1810).
- 1754 : Manon Roland, personnalité politique française, figure du parti girondin, guillotinée le  († 8 novembre 1793).
- 1763 : Sébastien Viala, général de brigade français († 11 février 1849).
- 1764 : Louis-Joseph Mejan, baron et colonel d'Empire français († 4 février 1831).
- 1767 :
  - Henri de Carrion-Nizas, militaire, auteur dramatique et homme politique français († 8 novembre 1793).
  - Martin François Dunesme, général de brigade français († 30 août 1813).
- 1771 : Pierre Dumoustier, général de division français († 15 juin 1831).
- 1772 : Charles Victoire Emmanuel Leclerc, général français de la Révolution, époux de Pauline Bonaparte († 2 novembre 1802).
- 1776 : Jean Le Marois, général de division français, aide de camp de Napoléon, député de la Manche († 14 octobre 1836).
- 1777 : Roger Brooke Taney, homme politique et haut fonctionnaire américain († 12 octobre 1864).
- 1787 : Edmund Kean, acteur britannique († 15 mai 1833).
- 1796 : Jean-François Bayard, dramaturge français († 20 février 1853).
- 1799 : Émile Barrault, homme politique français († 2 juillet 1869).

### XIXesiècle
- 1803 : Alphonse Toussenel, écrivain et journaliste français († 30 avril 1885).
- 1808 : Robert Alfred Cloyne Godwin-Austen, géologue britannique († 25 novembre 1884).
- 1809 :
  - Théodore Bac, avocat et homme politique français († 30 mai 1865).
  - Robert Chambers, homme politique québécois († 1er janvier 1886).
- 1816 : Charles-Urbain Bricogne, ingénieur des chemins de fer français, inventeur et dirigeant de revue scientifique († 22 février 1898).
- 1819 : René Dagron, photographe et un inventeur français, inventeur du microfilm († 13 juin 1900).
- 1821 : Théophile Emmanuel Duverger, peintre français († à une date incertaine entre 1886 et 1901).
- 1834 : Gottlieb Daimler, ingénieur allemand († 6 mars 1900).
- 1840 : Henri Didon, homme d’Église français, inventeur de la devise des Jeux olympiques « Citius, Altius, Fortius », soit « Plus vite, plus haut, plus fort » († 13 mars 1900).
- 1842 : Rosina Heikel, médecin et féministe finlandaise († 13 décembre 1929).
- 1851 : Henry Bauër, écrivain, polémiste, critique et journaliste français († 21 octobre 1915).
- 1862 :
  - François-Rupert Carabin, sculpteur, graveur, orfèvre et ébéniste français († 1932).
  - Silvio Gesell, économiste belge († 11 mars 1930).
- 1870 : Horace Donisthorpe, entomologiste (coléoptériste, myrmécologue et arachnologue) britannique († 22 avril 1951).
- 1871 : Giuseppe Borgatti, ténor italien († 18 octobre 1950).
- 1873 : Hermann Kurtz, collectionneur et prestidigitateur roumain († 30 septembre 1942).
- 1874 : Mike Bernard, compositeur et pianiste américain de musique ragtime († 27 juin 1936).
- 1876 : Ernest Esclangon, astronome et mathématicien français († 28 janvier 1954).
- 1877 : Otto Gross, médecin autrichien († 13 février 1920).
- 1881 :
  - Raoul Daufresne de la Chevalerie, joueur et entraîneur de football belge († 25 novembre 1967).
  - Walter Rudolf Hess, physiologiste, ophtalmologue et chirurgien suisse († 12 août 1973).
- 1885 :
  - Henry Taylor, nageur britannique († 28 février 1951).
  - Ralph Rose, athlète américain, double champion olympique au lancer du poids († 16 octobre 1913).
- 1886 : Patricia de Connaught, petite-fille de la reine Victoria dans la famille royale britannique († 12 janvier 1974).
- 1888 :
  - Henri Gance, haltérophile français, champion olympique en 1920 († 29 novembre 1953).
  - Paul Ramadier, homme politique français († 14 octobre 1961).
- 1889 : Georges Roes, tireur sportif français († 14 mai 1945).
- 1890 : Giórgos Kalafátis, footballeur grec († 19 février 1964).
- 1895 : Shemp Howard, acteur américain († 22 novembre 1955).

### XXesiècle
- 1901 :
  - Alex Bioussa, joueur français de rugby à XV († 14 septembre 1966).
  - Alfred Newman, compositeur et chef d’orchestre américain († 17 février 1970).
- 1902 : Bobby Jones, golfeur américain († 18 décembre 1971).
- 1903 : René Coustal, physicien et un inventeur français († 27 septembre 1983).
- 1904 : Patrick Hamilton, dramaturge et romancier britannique († 23 septembre 1962).
- 1906 (ou 1908) : Brigitte Helm, actrice allemande († 11 juin 1996).
- 1907 :
  - Takeo Miki, 66e Premier ministre du Japon († 4 novembre 1988).
  - Jean Van Houtte, homme politique belge († 23 mai 1991).
- 1908 :
  - Siegfried Horn, archéologue allemand († 28 novembre 1993).
  - Suzanne Melk, championne de vol à voile française († 4 février 1951).
- 1909 : Marian Danysz, physicien polonais († 9 février 1983).
- 1911 :
  - Raffaele D'Alessandro, compositeur suisse († 17 mars 1959).
  - Orestes Calpini, animateur et réalisateur américain († décembre 1974).
  - Vello Kaaristo, premier fondeur estonien à participer aux Jeux olympiques († 14 août 1965).
  - Patrick Maitland, 17e comte de Lauderdale, homme politique unioniste écossais († 2 décembre 2008).
  - David Park, peintre et un pionnier de l'École de San Francisco († 20 septembre 1960).
  - Paul Pesson, entomologiste français († 19 octobre 1989).
- 1913 : Clay Shaw, homme d'affaires américain de La Nouvelle-Orléans, inculpé de l'assassinat du président John F. Kennedy († 14 août 1974).
- 1914 : bienheureuse Maria Gabriella Sagheddu, religieuse trappistine italienne béatifiée en 1983 par Jean-Paul II († 23 avril 1939).
- 1915 :
  - Paul Mourousy, écrivain français († 6 octobre 2002).
  - Bill Roycroft, cavalier australien († 29 mai 2011).
- 1916 : Volodia Teitelboim, avocat, homme politique et écrivain chilien († 31 janvier 2008).
- 1917 : Hans Philipp, as allemand de la Luftwaffe lors de la Seconde Guerre mondiale († 8 octobre 1943).
- 1918 : Marcel Lefevre, as de l'aviation français au cours de la Seconde Guerre mondiale († 5 juin 1944).
- 1919 : Nat King Cole, chanteur américain († 15 février 1965).
- 1920 :
  - José Tomás Sánchez, cardinal philippin, préfet émérite de la Congrégation pour le clergé († 9 mars 2012).
  - Pierre Weczerka, résistant français († 16 août 1944).
- 1922 : Gustav Freij, lutteur suédois, champion olympique († 4 août 1973).
- Rosanna Musotto Piazza (Palerme, Sicile, 17 mars 1924 -   ), peintre naïve italienne[15].
- 1925 :
  - Gabriele Ferzetti, acteur italien († 2 décembre 2015).
  - Willy Steffen, footballeur suisse († 5 mai 2005).
- 1926 : Siegfried Lenz, écrivain allemand († 7 octobre 2014).
- 1928 : Hélène Loiselle, actrice québécoise († 7 août 2013).
- 1929 : Victor Sinet, journaliste sportif français spécialisé dans le football († 17 septembre 2012).
- 1930 :
  - James Irwin, astronaute américain († 8 août 1991).
  - Allan Williams (en), homme d’affaires britannique et premier manager des Beatles († 30 décembre 2016).
- 1931 :
  - Ray Beck, joueur américain de football américain († 10 janvier 2007).
  - Patricia Breslin, actrice américaine († 12 octobre 2011).
  - Joseph Carlier, footballeur français († 3 novembre 2012).
  - Thorvald Strömberg, kayakiste finlandais, champion olympique († 9 décembre 2010).
- 1933 :
  - Pentti Linnosvuo, tireur sportif finlandais, double champion olympique († 13 juillet 2010).
  - Penelope Lively, écrivaine britannique.
- 1934 : Jean-Marc Bory, acteur suisse († 31 mars 2001).
- 1935 :
  - Valerio Adami, peintre italien.
  - Adam Wade (en), chanteur, musicien et acteur américain.
- 1936 :
  - Jean Galle, entraîneur français de basket-ball.
  - François Heilbronner, inspecteur des finances et homme d'affaires français.
  - Alain Jérôme, journaliste de télévision français animateur de débats.
  - Ken Mattingly, astronaute américain.
  - Hiroshi Saitō (齊藤博 / Saitō Hiroshi ?), réalisateur japonais kyotoïte des dessins animés Maya l'abeille, Pinocchio, En famille, Tom Sawyer, etc.
- 1937 :
  - Benoît Marleau, acteur québécois († 3 juin 2009).
  - Helmut Müller, joueur de football international est-allemand.
- 1938 :
  - Rudolf Noureev, danseur étoile russe († 6 janvier 1993).
  - Keith O'Brien, cardinal britannique et archevêque d'Édimbourg († 19 mars 2018).
  - Zola Taylor, chanteuse américaine du groupe The Platters († 30 avril 2007).
- 1939 :
  - Bill Graham, homme politique canadien.
  - Robin Knox-Johnston, skipper anglais.
  - Paul Sauvage, footballeur français.
  - Giovanni Trapattoni, footballeur puis entraîneur italien.
- 1940 :
  - Anni Biechl, athlète allemande de l'ex-Allemagne de l'Ouest spécialiste du 100 mètres.
  - Klaus Burandt (17 mars 1940-   ), peintre naïf allemand[16]
  - Patricia Nolin, actrice québécoise.
- 1941 : Paul Kantner, guitariste du groupe Jefferson Airplane († 28 janvier 2016).
- 1944 :
  - Pattie Boyd, mannequin et photographe britannique.
  - Cito Gaston, joueur et gérant de baseball américain.
  - Dominique Leclerc, homme politique français.
  - John Sebastian, chanteur, guitariste et compositeur américain du groupe The Lovin’ Spoonful.
- 1945 :
  - Hassan Bechara, lutteur libanais, médaillé olympique († 24 juillet 2017).
  - Michael Hayden, général de l'US Air Force.
  - Elis Regina, chanteuse brésilienne († 19 janvier 1982).
- 1946 : Lindsay Owen-Jones, homme d'affaires britannique, P-DG de L'Oréal de 1988 à 2006.
- 1947 :
  - Alexandre Arcady, réalisateur français.
  - Hans Jacobson, escrimeur suédois, champion olympique († 9 juillet 1984).
- 1948 :
  - William Gibson, écrivain américain.
  - Daniel Ravier, footballeur professionnel français.
  - Jessica Williams, pianiste et organiste de jazz américaine. († 12 mars 2022).
- 1949 :
  - Hartmut Briesenick, athlète est-allemand spécialiste du lancer de poids († 8 mars 2013).
  - Patrick Duffy, acteur, réalisateur et scénariste américain.
  - Daniel Lavoie, auteur-compositeur-interprète et pianiste franco-manitobain.
  - Pat Rice, footballeur nord-irlandais.
- 1951 :
  - Scott Gorham, guitariste de rock américain.
  - Michael Miltenberger, charpentier et homme politique ténois.
  - Benny Nielsen, joueur de football international danois.
  - Craig Ramsay, hockeyeur professionnel canadien.
  - Sydne Rome, actrice américaine.
  - Kurt Russell, acteur, scénariste et producteur américain.
  - Daisy Tourné, ministre de l'Intérieur uruguayenne.
  - Alain Vidalies, homme politique français.
- 1952 : Yves Albarello, homme politique français.
- 1954 : Lesley-Anne Down, actrice britannique.
- 1955 :
  - Élie Baup, footballeur puis entraîneur français.
  - Gary Sinise, acteur et réalisateur américain, cofondateur du Steppenwolf Theatre de Chicago.
- 1956 :
  - Brigitte Aubert, auteure française de romans policiers.
  - Catherine Leprince, actrice française.
  - Patrick McDonnell, auteur de bande-dessinée américain.
- 1958 : Louiqa Raschid, chercheuse en informatique.
- 1959 :
  - Danny Ainge, basketteur et joueur de baseball américain.
  - Willy Demeyer, homme politique belge de langue française.
  - Leandro, footballeur brésilien.
  - Giovanni Scalzo, escrimeur italien, champion olympique.
- 1960 :
  - Vicki Lewis, actrice américaine.
  - Pietro Scalia, réalisateur et monteur de cinéma italien.
  - Michael Whitaker, cavalier britannique.
- 1961 :
  - Alexander Bard, artiste suédois, producteur de musique et philosophe.
  - Brian Murphy (homme politique), homme politique canadien.
  - Dana Reeve, actrice et chanteuse américaine († 6 mars 2006).
- 1962 :
  - Stéphane Ostrowski, joueur et entraîneur de basket-ball français.
  - Pello Ruiz Cabestany, coureur cycliste espagnol.
  - Claudia Triozzi, danseuse, chorégraphe et plasticienne italienne.
- 1964 :
  - Rob Lowe, acteur américain.
  - Jacques Songo'o, footballeur camerounais.
- 1965 : Jean-Marc Idir, peintre français.
- 1966 :
  - Isabelle Devaluez, athlète française spécialiste du lancer du disque.
  - José Garcia, acteur de cinéma et humoriste français.
- 1967 :
  - Billy Corgan, auteur-compositeur, chanteur et guitariste américain, meneur du groupe « The Smashing Pumpkins ».
  - Nathalie Marquay, Miss Alsace 1986 puis Miss France 1987.
- 1969 :
  - Min Chunfeng, athlète chinoise spécialiste du lancer du disque.
  - Patricia Ford, mannequin de charme américaine.
  - Edgar Grospiron, skieur acrobatique français, champion olympique en 1992 à Albertville.
  - Marc Lee, artiste multimédia suisse.
  - Alexander McQueen, créateur de mode britannique († 11 février 2010).
- 1970 :
  - Juliet Campbell, athlète jamaïcaine, spécialiste du 200 m et du 400 m.
  - Han Hyun-sook, handballeuse internationale sud-coréenne.
  - Patrick Lebeau, joueur de hockey sur glace canadien.
  - Yanic Truesdale, acteur canadien.
- 1971 :
  - Frédérique Bedos, animatrice de télévision et de radio française.
  - Vladislav Pavlovich, fleurettiste russe, champion olympique.
- 1972 :
  - Melissa Auf der Maur, bassiste canadienne du groupe Hole, puis du groupe The Smashing Pumpkins.
  - Oksana Grichtchouk, patineuse artistique russe.
  - Mia Hamm, footballeuse américaine.
  - Rose-Hélène Iché, journaliste et historienne de l'art.
- 1973 :
  - Hafid Aggoune, écrivain français.
  - Alessio Chiodi, pilote de motocross italien.
  - Caroline Corr, musicienne irlandaise du groupe « The Corrs ».
- 1974 : Aleksandra Ivošev, tireuse sportive serbe, championne olympique.
- 1975 :
  - Andrew Test Martin, catcheur canadien.
  - Michael McDonald, athlète jamaïcain spécialiste du 400 mètres.
- 1976 :
  - Stephen Gately, chanteur pop, auteur-compositeur et acteur irlandais († 10 octobre 2009).
  - Todd Perry, joueur de tennis australien.
  - Álvaro Recoba, footballeur uruguayen.
  - Johan Stigefelt, pilote de moto suédois.
- 1977 : Pablo Prigioni, joueur argentin de basket-ball.
- 1978 :
  - Shea Diamond, autrice-compositrice-interprète américaine.
  - Nataliya Evdokimova, athlète de demi-fond russe.
- 1979 :
  - Hind Dehiba, athlète française d'origine marocaine, pratiquant le 800 et le 1 500 mètres.
  - Andrew Ference, joueur professionnel de hockey sur glace canadien.
  - Sharman Joshi, acteur indien de cinéma et de théâtre.
  - Millon Wolde, athlète éthiopien, pratiquant le 5 000 mètres.
- 1980 :
  - Katie Morgan, actrice américaine.
  - Aisam-Ul-Haq Qureshi, joueur de tennis professionnel pakistanais.
- 1981 :
  - Leslie Barbara Butch, DJ française.
  - Servet Çetin, footballeur turc.
  - Kyle Korver, basketteur américain.
- 1982 :
  - Yves-Matthieu Dafreville, judoka français.
  - Diana García, coureuse cycliste colombienne, spécialiste de la piste.
  - Steven Pienaar, footballeur sud-africain.
- 1983 :
  - Mathieu Claude, cycliste sur route français.
  - Astrid Guyart, escrimeuse française.
  - Attila Vajda, céiste hongrois.
- 1984 : Chris Copeland, basketteur américain.
- 1985 :
  - Dario Cataldo, coureur cycliste italien.
  - Audrey Demoustier, joueuse de football belge.
  - Alexis Thébaux, footballeur français.
- 1986 :
  - Mikaël Cherel, cycliste sur route français.
  - Chris Davis, joueur de baseball professionnel américain.
  - Edin Džeko, footballeur bosnien.
  - Miles Kane, chanteur anglais.
  - Nikita Mirzani, actrice indonésienne.
  - Eugen Polanski, footballeur polonais.
  - Silke Spiegelburg, athlète allemande spécialiste du saut à la perche.
  - Olesya Rulin, actrice russe
- 1987 :
  - Patrick McNeill, joueur professionnel de hockey sur glace canadien.
  - Bobby Ryan, joueur de hockey sur glace américain.
- 1988 :
  - Tomomi Abiko, athlète japonaise.
  - Grimes (Claire Boucher dit), chanteuse canadienne.
  - Boris Dron, cycliste sur route belge.
  - Hakima El Meslahy, taekwondoïste marocaine.
  - Zhao Jin, nageuse chinoise.
  - Aymeric Lompret, humoriste français.
  - Ondřej Polívka, athlète tchèque.
  - Ryan White, hockeyeur professionnel canadien.
  - Heidi Zacher, skieuse acrobatique allemande.
- 1989 : Shinji Kagawa, footballeur japonais.
- 1990 :
  - Abdelhamid El Kaoutari, footballeur franco-marocain.
  - Hozier (Andrew Hozier-Byrne dit), chanteur irlandais.
  - Jean Segura, joueur de baseball professionnel portoricain.
  - Jérémy Frérot, auteur-compositeur-interprète français.
- 1991 : Sergueï Kalinine, joueur professionnel de hockey sur glace russe.
- 1992 :
  - Eliza Bennett, actrice et chanteuse britannique.
  - Julien Bernard, coureur cycliste sur route français.
  - Mona Mestiaen, boxeuse française.
  - Pauline Peyraud-Magnin, footballeuse française.
  - Yeltsin Tejeda, footballeur costaricien.
- 1993 : Julia Winter, actrice britannique.
- 1994 : Soualiho Meïté, footballeur français.
- 1997 : Katie Ledecky, nageuse américaine.

### XXIesiècle
- 2001 : Pietro Pellegri, footballeur italien.

## Décès

### Iersiècleav. J.-C.
- 45 av. J.-C. : Titus Labienus, militaire romain vainqueur du Parisii Camulogène à Lutèce en Gaule (° v. 100 / 98 av. J.-C.).

### IIesiècle
- 180 : Marc Aurèle, empereur romain (° 26 avril 121).

### XIesiècle
- 1040 : Harold Ier Pied de lièvre, roi d'Angleterre (° v. 1015).
- 1058 : Lulach Ier dit Lulach le Fou, roi d'Écosse depuis le 15 août 1057, beau-fils de Macbeth auquel il succéda (° v. 1031).

### XIIesiècle
- 1111 : Bohémond de Tarente ou Bohémond Ier d'Antioche le Grand, prince d'Antioche (° v. 1054).

### XIIIesiècle
- 1267 : Pierre de Montreuil, architecte français (° vers 1200).
- 1272 :
  - Nicolas de Fontaines, prélat français (° inconnue).
  - Go-Saga, empereur du Japon (° 1er avril 1220).

### XVesiècle
- 1406 : Ibn Khaldoun, historien, philosophe et homme politique tunisien (° 27 mai 1332).
- 1425 : Yoshikazu Ashikaga, shogun du Japon (° 27 août 1407).

### XVIesiècle
- 1516 : Julien de Médicis, duc de Nemours (° 12 mars 1479).
- 1542 : Angelo Beolco dit Ruzzante ou Ruzante, écrivain, dramaturge et acteur italien du XVIe siècle (° v. 1496).
- 1578 : Cornelis Cort, peintre, dessinateur et graveur hollandais (° v. 1533).
- 1599 : Gaspard de Schomberg, homme politique français (° v. 1540).

### XVIIesiècle
- 1638 : Charles II de Créquy, maréchal de France (° v. 1575).
- 1649 : Gabriel Lalemant, missionnaire jésuite français, l'un des 8 martyrs canadiens, torturé puis brûlé vif, canonisé en 1930 (° 3 octobre 1610).
- 1658 : Diego La Matina, religieux italien, brûlé vif à Palerme (° 15 mars 1622).
- 1680 : François VI de La Rochefoucauld, écrivain, moraliste et mémorialiste français (° 15 septembre 1613).

### XVIIIesiècle
- 1704 : Menno van Coehoorn, ingénieur militaire néerlandais (° 1641).
- 1715 : Gilbert Burnet, théologien britannique (° 18 septembre 1643).
- 1724 : Françoise de Boissy, Supérieure des écoles chrétiennes du diocèse de Cahors (° 22 septembre 1641).
- 1736 : Giovanni Battista Pergolesi, compositeur italien (° 4 janvier 1710).
- 1741 : Jean-Baptiste Rousseau, poète français (° 6 avril 1670).
- 1746 :
  - Giacinto Boccanera, peintre italien (° 11 mars 1666).
  - Jean Bouhier de Savigny, jurisconsulte et magistrat français (° 16 mars 1673).
- 1752 : Jacques-Pierre de Taffanel de La Jonquière, officier de marine français, lieutenant-général et gouverneur de la Nouvelle-France (° 18 avril 1685).
- 1782 : Daniel Bernoulli, mathématicien suisse (° 8 février 1700).

### XIXesiècle
- 1803 : Alexis Chalbos, général français de la Révolution française (° 28 septembre 1736).
- 1808 : Anne Heinel, danseuse allemande (° 4 octobre 1753).
- 1822 : Liévin Bauwens, ingénieur, industriel et homme d’affaires belge (° 14 juin 1769).
- 1823 : Marguerite-Catherine Haynault, marquise de Montmelas, l'une des maîtresses de Louis XV (° 11 septembre 1736).
- 1826 : Georg Franz Hoffmann, botaniste allemand (° 13 janvier 1760).
- 1828 : James Edward Smith, botaniste britannique (° 2 décembre 1759).
- 1830 : Laurent de Gouvion-Saint-Cyr, maréchal d'Empire français (° 13 mai 1764).
- 1831 : Napoléon Louis Bonaparte, deuxième fils du roi de Hollande Louis Bonaparte et d'Hortense de Beauharnais (° 11 octobre 1804).
- 1836 : Caroline Boissier-Butini, pianiste et compositrice suisse (° 2 mai 1786).
- 1846 : Friedrich Wilhelm Bessel, astronome et mathématicien allemand (° 22 juillet 1784).

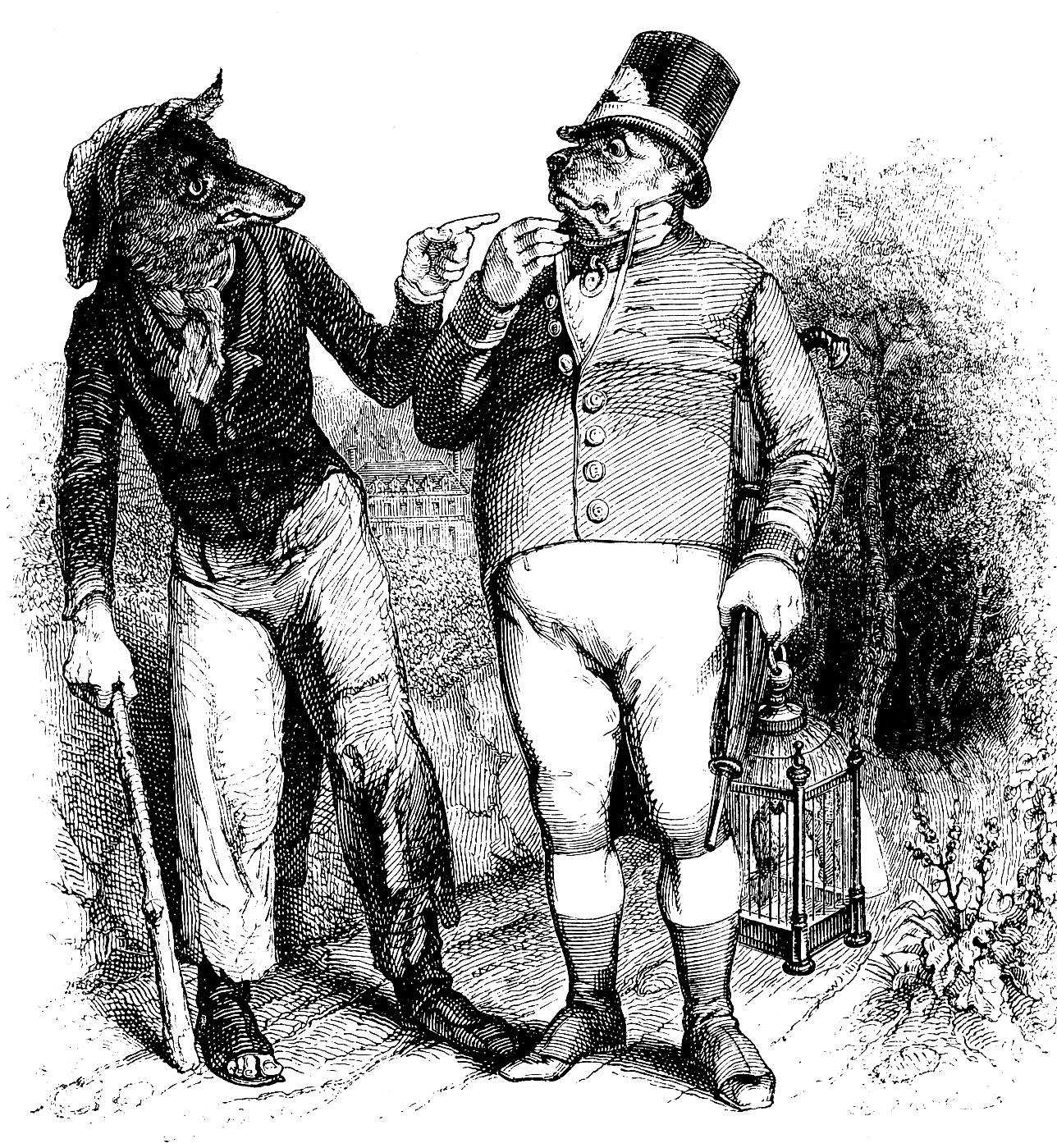
Grandville

- 1847 : Grandville (Jean Ignace Isidore Gérard dit), illustrateur et dessinateur satirique pour des journaux tels que La Caricature et Le Charivari (° 13 septembre 1803).
- 1849 : Guillaume II des Pays-Bas, roi des Pays-Bas et grand-duc du Luxembourg (° 6 décembre 1792).
- 1853 : Christian Doppler, mathématicien et physicien autrichien, découvreur de l'effet Doppler (° 29 novembre 1803).
- 1863 : Jean Faure du Serre, poète et peintre français (° 24 mars 1776).
- 1864 : Alexandre Calame, peintre paysagiste et graveur français de l'École de Barbizon (° 28 mai 1810).
- 1872 : Pierre Napoléon Dupont-Delporte, homme politique français (° 14 août 1821).
- 1875 : Henry Barbet, homme politique français, pair de France et maire de Rouen de 1830 à 1847 (° 23 juin 1789).
- 1876 : Björn Gunnlaugsson, mathématicien et cartographe islandais (° 25 septembre 1788).
- 1883 : Joseph Arthaud, médecin aliéniste français (° 5 juin 1813)[17],[18].
- 1886 :
  - Louis Bordèse, compositeur français (° 1815).
  - Louis Marie Alphonse Depuiset, entomologiste français (° 20 septembre 1822).
  - Pierre-Jules Hetzel, éditeur, auteur et homme politique français (° 15 janvier 1814).
  - Leopold Zunz, rabbin et homme politique allemand (° 10 août 1794).
- 1889 : Charles King (general) (en) écrivain néerlandais (° 8 juillet 1820).
- 1890 : Władysław Taczanowski, zoologiste polonais (° 1er mars 1819).
- 1891 :
  - Napoléon Joseph Charles Paul Bonaparte, fils cadet de Jérôme Bonaparte (° 9 septembre 1822).
  - Pierre-Jules Hetzel, écrivain et éditeur français, notamment de Jules Verne (° 15 janvier 1814).
- 1893 : Jules Ferry, homme politique français (° 5 avril 1832).
- 1897 : Jules Jouy, goguettier, poète et chansonnier français (° 27 avril 1855).

### XXesiècle
- 1904 : Désiré Nolen, philosophe français et recteur de l’Académie de Besançon (° 21 août 1838).
- 1907 : Charles Guérin, poète français (° 29 décembre 1873).
- 1908 : Giovanni Battista Casali del Drago, cardinal italien (° 30 janvier 1838).
- 1915 :
  - André François, footballeur français (° 13 janvier 1886).
  - quatre caporaux normands fusillés "pour l'exemple" :
    - Louis Victor François Girard, horloger (° 2 octobre 1886) ;
    - Lucien Auguste Pierre Raphaël Lechat, garçon de café (° 22 avril 1891) ;
    - Louis Albert Lefoulon, cheminot (° 17 août 1884) ;
    - Théophile Maupas, instituteur et secrétaire de mairie du Chefresne (°  3 juin 1874).
- 1917 : Franz Brentano, philosophe et psychologue allemand (° 16 janvier 1838).
- 1918 : John-Antoine Nau, écrivain français, premier lauréat du prix Goncourt (° 19 novembre 1860).
- 1926 : Alexeï Broussilov, général russe, puis soviétique (° 3 août 1853).
- 1927 : Victorine Meurent, peintre française, également modèle (° 18 février 1844).
- 1933 : Charles King (general) (en), général américain (° 12 octobre 1844).
- 1937 : Austen Chamberlain, personnalité politique britannique, prix Nobel de la paix 1925 (° 16 octobre 1863).
- 1941 : Nicolae Titulescu, diplomate et homme politique roumain (° 4 mars 1882).
- 1950 : Neville William Cayley, ornithologue australien (° 7 janvier 1886).
- 1951 : Charles-Albert de Habsbourg-Altenbourg, archiduc d'Autriche (° 18 décembre 1888).
- 1955 : Georges Valiron, mathématicien français (° 7 septembre 1884).
- 1956 : Irène Joliot-Curie, physicienne française, prix Nobel de chimie en 1935 (° 12 septembre 1897).
- 1957 :
  - Jane Lee, actrice britannique (° 1912).
  - Yves Mirande, cinéaste français (° 8 mars 1876).
- 1958 :
  - Henry Malherbe, écrivain français (° 4 février 1887).
  - John J. Parker, juge américain, suppléant au procès de Nuremberg (° 20 novembre 1885).
- 1959 : Raffaele D'Alessandro, compositeur suisse (° 17 mars 1911).
- 1968 : Harry d'Abbadie d'Arrast, réalisateur et scénariste argentin (° 6 mai 1897).
- 1970 :
  - Jérôme Carcopino, historien et académicien français (° 27 juin 1881).
  - Fernand Crommelynck, dramaturge, acteur et metteur en scène belge (° 19 novembre 1886).
  - Michał Kalecki, économiste polonais (° 22 juin 1899).
- 1972 :
  - Adolphe Bousquet, joueur français de rugby à XV (° 14 août 1899).
  - Helmuth Schneider, acteur allemand (° 18 décembre 1920).
- 1973 : Monsueto, peintre naïf brésilien (° 4 novembre 1924).
- 1974 : Louis Kahn, architecte américain (° 20 février 1901).
- 1976 : Luchino Visconti, réalisateur italien (° 2 novembre 1906).
- 1977 : Jean Teillet, supercentenaire français décédé à l'âge de 110 ans et 131 jours (° 6 novembre 1866).
- 1978 :
  - Jacques Forestier, médecin et joueur international français de rugby à XV (° 27 juin 1890).
  - Raoul Motoret, écrivain français (° 17 août 1909).
  - Cearbhall Ó Dálaigh, homme politique irlandais, cinquième président d'Irlande (° 12 février 1911).
  - Giacomo Violardo, cardinal italien de la Curie romaine (° 10 mai 1898).
- 1979 : Émile Roux, homme politique français (° 8 mars 1892).
- 1983 : Haldan Keffer Hartline, physiologiste américain, prix Nobel de médecine 1967 (° 22 décembre 1903).
- 1986 : Charles Maurice Yonge, zoologiste britannique (° 9 décembre 1899).
- 1988 : Fernand Secheer, homme politique français (° 24 janvier 1908).
- 1990 :
  - Capucine (Germaine Lefebvre dite), actrice française (° 6 janvier 1928).
  - Ric Grech, bassiste de rock britannique (Blind Faith) (° 1er novembre 1946).
- 1992 :
  - Jack Arnold, réalisateur américain (° 14 octobre 1916).
  - Grace Stafford, actrice américaine, épouse de Walter Lantz (° 7 novembre 1903).
- 1993 :
  - Helen Hayes, actrice américaine (° 10 octobre 1900).
  - Robert A. Rushworth, astronaute américain de l'USAF (° 9 octobre 1924).
- 1994 :
  - Ellsworth Vines, joueur de tennis américain (° 28 septembre 1911).
  - Mai Zetterling, actrice, réalisatrice et productrice de cinéma, scénariste, écrivain et documentaliste suédoise (° 24 mai 1925).
- 1995 :
  - Vladimir Bountchikov, chanteur soviétique (° 21 novembre 1902).
  - Sunnyland Slim, chanteur et pianiste de blues américain (° 5 septembre 1907).
- 1996 :
  - René Clément, réalisateur français académicien ès beaux-arts (° 18 mars 1913).
  - Elsa Respighi, compositrice et mezzo-soprano italienne (° 24 mars 1894).
  - Terry Stafford (en), chanteur et compositeur américain (° 22 novembre 1941).
  - Christa Wehling, actrice allemande (° 6 mars 1928).
- 1997 :
  - Fritz Moravec, écrivain et alpiniste autrichien (° 27 avril 1922).
  - Jermaine Stewart, chanteur américain (° 7 septembre 1957).
- 1998 :
  - Cliff Barker, basketteur puis entraîneur américain (° 15 janvier 1921).
  - Alain Bosquet, écrivain et poète français (° 28 mars 1919).
  - Harold Copp (en), physiologiste et biochimiste canadien (° 16 janvier 1915).
  - Eugène Le Goff, cycliste sur route français (° 2 septembre 1909).
  - Helen Westcott, actrice américaine (° 1er janvier 1928).
- 1999 :
  - Boleslaw Barlog, réalisateur et metteur en scène allemand (° 28 mars 1906).
  - Korri Elio Corradini, peintre italien (° 1912).
  - Ernest Gold, compositeur autrichien (° 13 juillet 1921).
  - Rod Hull, humoriste britannique (° 13 août 1935).
  - Humberto Fernández Morán, médecin, inventeur physicien et homme politique vénézuélien (° 18 février 1924).
  - Gilbert Noël, homme politique français (° 26 septembre 1926).
  - Hildegard Peplau, infirmière américaine et roumaine (° 1er septembre 1909).
  - Jean Pierre-Bloch, homme politique et résistant français (° 14 avril 1905).
  - Eric Stanton, dessinateur et illustrateur américain (° 30 septembre 1926).

### XXIesiècle
- 2004 : Vic Roberts, rugbyman anglais (° 6 août 1924).
- 2005 :
  - Royce Frith (en), haut fonctionnaire, diplomate et homme politique canadien (° 12 novembre 1923).
  - George F. Kennan, diplomate et historien américain (° 16 février 1904).
  - Andre Norton, écrivain américaine de fantasy et de science-fiction (° 17 février 1912).
  - Czesław Słania, prolifique graveur de timbres-poste polonais (° 22 octobre 1921).
- 2006 :
  - Oleg Cassini styliste américain (° 11 avril 1913).
  - G. William Miller, homme politique américain, secrétaire d'État au Trésor de 1979 à 1981 (° 9 mars 1925).
  - Professor X (en) (Lumumba Carson dit), rappeur américain (° 4 août 1956).
- 2007 :
  - John Backus, chercheur américain, inventeur du Fortran (° 3 décembre 1924).
  - Freddie Francis, réalisateur britannique (° 22 décembre 1917).
  - Ernst Haefliger, ténor suisse (° 6 juillet 1919).
  - Valère Vautmans, homme politique belge (° 3 septembre 1943).
- 2009 :
  - Clodovil Hernandes, personnalité brésilienne (° 17 juin 1937).
  - Fernand Lindsay, musicien canadien (° 11 mai 1928).
- 2010 :
  - Abdellah Blinda, ancien joueur et sélectionneur de l'équipe du Maroc de football (° 25 septembre 1951).
  - Alex Chilton, chanteur, guitariste et harmoniciste de rock américain des groupes Big Star et The Box Tops (° 28 décembre 1950).
  - Wayne Collett, athlète américain médaillé d'argent du 400 mètres aux Jeux olympiques d'été de 1972 (° 20 octobre 1949).
- 2011 :
  - Claude Caillé, entrepreneur français, fondateur et directeur du zoo de la Palmyre, en Charente-Maritime (° 8 mars 1931).
  - Ferlin Husky, chanteur de musique country américain (° 3 décembre 1925).
  - Michael Gough, acteur britannique (° 23 novembre 1916).
- 2012 :
  - Chenouda III d'Alexandrie, primat de l'Église copte orthodoxe depuis 1971 (° 3 août 1923).
  - John Demjanjuk, ancien gardien ukrainien de camp d'extermination nazi (° 3 avril 1920).
  - Chaleo Yoovidhya, homme d'affaires thaïlandais, cofondateur de l'entreprise Red Bull (° 17 août 1932).
- 2013 : Olivier Metzner, avocat français (° 22 novembre 1949).
- 2014 : Marc Blondel, syndicaliste français (° 2 mai 1938).
- 2016 : Jean Prodromides, compositeur français académicien ès beaux-arts (° 3 juillet 1927).
- 2017 :
  - Piarres Charritton, écrivain français d'origine basque (° 19 octobre 1921).
  - Reijo Frank, chanteur et pilote de moto finlandais (° 8 juillet 1931).
  - Derek Walcott, poète, dramaturge et artiste saint-lucien (° 23 janvier 1930).
- 2019 : William Sabatier, acteur et doublure vocale français (° 22 mai 1923).
- 2020 :
  - Vittoria Bogo Deledda, femme politique italienne (° 1er janvier 1967).
  - Erwin Drèze, auteur de bande dessinée belge (° 27 novembre 1960).
  - Horst Felbermayr, Sr., pilote automobile autrichien (° 19 février 1945).
  - Gerald Freedman, metteur en scène de théâtre, parolier et librettiste américain (° 25 juin 1927).
  - Piotr Jegor, footballeur international polonais (° 13 juin 1968).
  - Michel Kitabdjian, arbitre de football international français (° 7 mai 1930).
  - Lyle Waggoner, acteur américain (° 13 avril 1935).
- 2021 :
  - Chérif Arbouz, écrivain algérien (° 8 février 1930).
  - Jacques Frantz, comédien et doublure vocale français (VF fréquente de Robert de Niro, Mel Gibson, etc.) (° 4 avril 1947).
  - Antón García Abril, compositeur espagnol (° 19 mai 1933).
  - Kristian Gullichsen, architecte finlandais (° 29 septembre 1932).
  - Dick Hoyt, lieutenant-colonel de la Garde nationale aérienne et triathlète américain (° 1er juin 1940).
  - John Magufuli, homme d'État tanzanien (° 29 octobre 1959).
  - Freddie Redd, pianiste de hard bop et compositeur de jazz américain (° 29 mai 1928).
- 2022 :
  - Christopher Alexander, anthropologue et un architecte américain d'origine autrichienne (° 4 octobre 1936).
  - Pascal Beaudet, homme politique français (° 9 octobre 1956).
  - Peter Bowles, acteur britannique (° 16 octobre 1936).
  - Oksana Chvets, actrice ukrainienne (° 10 février 1955).
  - Artem Datsychyne, danseur de ballet ukrainien (° 26 janvier 1979).
  - Jean-Pierre Demailly, mathématicien français (° 25 septembre 1957).
  - Dru C. Gladney, professeur d'anthropologie (° 3 novembre 1956).
  - Jaroslav Kurzweil, mathématicien tchèque (° 7 mai 1926).
  - Tony Nash, bobeur britannique (° 18 mars 1936).
  - Jean-Luc Ribar, footballeur français (° 26 février 1965).
  - Tadao Satō, critique de cinéma japonais (° 6 octobre 1930).
- 2023 :
  - Abdelghani Ben Tara, acteur tunisien (° ?).
  - Hal Dresner, auteur, scénariste et producteur américain (° 4 juin 1937).
  - Jorge Edwards, écrivain, critique littéraire, journaliste et diplomate chilien naturalisé espagnol (° 29 juin 1931).
  - Jean-Bernard Ndongo Essomba, homme politique camerounais (° ?).
  - Ada den Haan, nageuse néerlandaise (° 14 mai 1941).
  - Pierre A. Michaud, juriste canadien (° 17 avril 1936).
  - Lance Reddick, acteur américain (° 7 juin 1962).
  - Raoul Servais, réalisateur belge de film d'animation (° 1er mai 1928).
  - Göran Sonesson, sémioticien et anthropologue suédois (° 17 octobre 1951).
  - Dubravka Ugrešić, écrivaine yougoslave puis croate (° 27 mars 1949).
  - Laura Valenzuela, actrice, mannequin et présentatrice de télévision espagnole (° 18 février 1931).
  - Jacques Vandeville, hautboïste français (° 16 octobre 1930).
- 2024 :
  - Nuno Júdice, essayiste, poète, écrivain, romancier et professeur portugais (° 29 avril 1949).
  - Emmet Stagg, homme politique irlandais (° 1er octobre 1944).

## Célébrations
- Eire, Irlande, Ulster/Irlande du nord et diasporas (aussi musicales voire "pan-celtes") : fête de la Saint-Patrick, fête nationale irlandaise.
- Comté de Suffolk (Massachusetts), États-Unis : jour de l'évacuation des forces britanniques pendant la guerre d'indépendance des États-Unis (Evacuation Day).
- Thaïlande : journée nationale de la boxe thaïlandaise ou muay thaï[19].

### Religieuses
- Mythologie lettonne (Lettonie) : kustoņu diena / jour des alouettes, fête mineure destinée à se préserver des insectes et des reptiles (voir la veille 16 mars).
- Fêtes religieuses romaines :
  - Liberalia(e) en l'honneur du Liber Pater et de sa parêdre Libera, qui célèbre l'entrée dans une vie d'homme ;
  - deuxième jour des Bacchanales originelles (en référence au dieu du vin Bacchus, le Dionysos romain).
- Bahaïsme : seizième jour du mois de l'élévation / ‘alá’' consacré au jeûne, dans le calendrier badí‘.

### Saints chrétiens

#### Saints catholiques et orthodoxes du jour
Saints catholiques et orthodoxes du jour :
- Agricole de Chalon († 580), 8e évêque de Chalon-sur-Saône.
- Alexandre († Ier siècle), Théodore, Théodule, Nicandre, Artème, Sisien, Pollien, Crescentien, martyrs à Rome.
- Ambroise († 251), diacre et martyr à Alexandrie.
- Gertrude de Nivelles († 659), 1re abbesse à l'abbaye de Nivelles.
- Joseph d'Arimathie († Ier siècle), juge juif (pharisien ?) du Sanhédrin, qui mit son propre tombeau à la disposition de la dépouille du Christ entre crucifixion et résurrection, fêté le 31 juillet en Orient.
- Patrick d'Irlande († 461), évêque et apôtre de l'Irlande.
- Paul de Chypre († 760), moine martyr.
- Sylvestre († VIIe siècle) et Salonius, compagnon de saint Palladius (voir aussi 31 décembre).
- Théostericte de Pélecète († VIIIe siècle), moine.
- Witburge († 683), fondatrice d'un monastère à Dereham.

#### Saints et bienheureux catholiques du jour
Saints et bienheureux catholiques du jour :
- Bárbara Maix († 1873), bienheureuse religieuse autrichienne fondatrice d'une congrégation.
- Conrad de Bari († 1620), bienheureux ermite italien.
- Gabriel Lalemant († 1649), jésuite martyr au Canada.
- Jean Sarkander († 1620), curé d’Holesov, martyr à Olomouc en Moravie.
- Jean Népomucène Zegri y Moreno († 1905), bienheureux prêtre espagnol fondateur des sœurs mercédaires de la Charité.
- Tommasello de Pérouse († 1270), dominicain, disciple de saint Thomas d'Aquin.

#### Saints orthodoxes du jour (aux dates parfois"juliennes"/ orientales)
Saints orthodoxes du jour, outre les saints œcuméniques voire pré-schismatiques ci-avant...
- Macaire de Koliazino († 1483), veuf devenu moine.

### Prénoms du jour
Bonne fête aux Patrick,
- ses variantes : Jean-Patrick, Paddy, leur forme originelle Padraig (gaélique mais issue des latins pater, Patricius), Padric, Padrick, Padrig, Padrik, Pat, Patoche, Patou, Patounet, Patric, Patrice (forme la plus francisée), Patrice (prononcé ici [patritché]), Patricio, Patrick (variante anglophone devenue très francophone dans les années 1940 à 70 surtout), Patricq, Patrique, Patrizio, Patryck, Patryk, etc.
- Et les équivalents féminins : Pat, Pati, Patoche, Patou, Patricia, Patrizia, Patsy, Pati, Patti, Pattie, Patti-Pat, Patty, Paty, Patye, etc., souvent fêté(e)s à d'autre(s) date(s).

Et bonne fête aussi aux :
- Agricola et Agricole ;
- Gertrude et ses variantes : Gert, Gertrud, Gertruda, Gerty, Trudy [les Greta étant plutôt un diminutif germanique de Margreta et Marguerite des 16 novembre et autre(s)].
- Aux Juan et ses variantes ou dérivé(e)s : Juana, Juanita, Juanito, etc. (voir aussi les nombreuses autres saint-Jean voire sainte-Jeanne (24 juin, 27 décembre etc.).

## Traditions et superstitions

### Dictons
Les dictons de ce jour annoncent le printemps.
- « À la sainte-Gertrude, la chaleur sort de terre. »[22]
- « À la sainte-Gertrude, plante tes choux. »[23]
- « Gertrude amène les cigognes, Barthélemy [24 août] vide leur nid. »[24]
- « Le jour de sainte-Gertrude, bien se fait faire saigner du bras droit. Celui qui ainsi fera cette année, les yeux clairs aura. »[22]
- « Quand il fait doux à la saint-Patrice, de leurs trous sortent les écrevisses. »[25]
- « Sème tes pois à la saint-Patrice, tu en auras tout ton caprice. » (Deux-Sèvres, Poitou, Nouvelle-Aquitaine, France, Europe)[22]

### Astrologie
- Signe du zodiaque : 27e jour du signe astrologique des Poissons (28e en cas d'année bissextile).